# Шез Жиро
Шез Жиро (фр. Chaize-Giraud) насеље је и општина у западној Француској у региону Лоара, у департману Вандеја која припада префектури Сабл д'Олон.
По подацима из 2011. године у општини је живело 962 становника, а густина насељености је износила 354,98 становника/km². Општина се простире на површини од 2,71 km². Налази се на средњој надморској висини од 3 метра (максималној 43 m, а минималној 2 m).

## Демографија
| 1962. | 1968. | 1975. | 1982. | 1990. | 1999. | 2011. |
| ----- | ----- | ----- | ----- | ----- | ----- | ----- |
| 240   | 305   | 495   | 527   | 546   | 597   | 962   |

График промене броја становника у току последњих година